# Liste der Biografien/Brok
Liste der Biografien |
Portal Biografien |
Personensuche
# |
A |
B |
C |
D |
E |
F |
G |
H |
I |
J |
K |
L |
M |
N |
O |
P |
Q |
R |
S |
T |
U |
V |
W |
X |
Y |
Z |
?
 
Ba |
Be |
Bd |
Bg |
Bh |
Bi |
Bj |
Bl |
Bm |
Bn |
Bo |
Br |
Bs |
Bu |
Bw |
By |
Bz
 
Bra |
Brc |
Brd |
Bre |
Brg |
Bri |
Brj |
Brk |
Brl |
Brn |
Bro |
Brp–Brt |
Bru |
Brv |
Bry |
Brz
 
Broa |
Brob |
Broc |
Brod |
Broe |
Brof |
Brog |
Broh |
Broi |
Broj |
Brok |
Brol |
Brom |
Bron |
Broo |
Brop |
Broq |
Bror |
Bros |
Brot |
Brou |
Brov |
Brow |
Brox |
Broy |
Broz
Die Liste der Biografien führt alle Personen auf, die in der deutschsprachigen Wikipedia einen Artikel haben. Dieses ist eine Teilliste mit 63 Einträgen von Personen, deren Namen mit den Buchstaben „Brok“ beginnt.

## Brok
- Brok, Arno (* 1968), niederländischer Politiker
- Brok, Elmar (* 1946), deutscher Politiker (CDU), MdEPElmar Brok (* 1946)

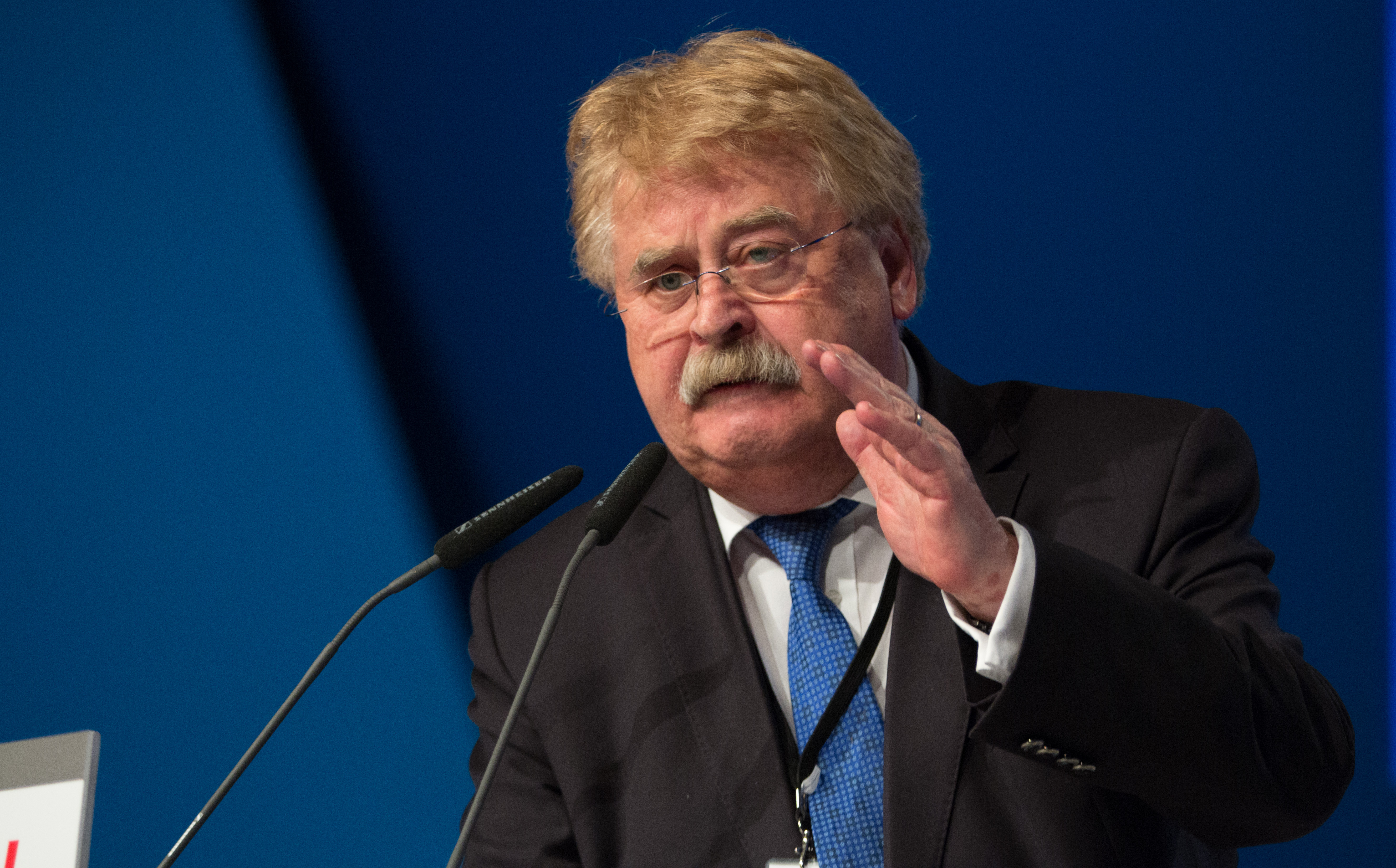
Elmar Brok (* 1946)

### Broka
- Broka, Baiba (* 1975), lettische Politikerin, Mitglied der Saeima
- Brokamp, Willy (* 1946), niederländischer Fußballspieler
- Brokate, Martin (* 1953), deutscher Mathematiker
- Brokaw, Chris, US-amerikanischer Musiker
- Brokaw, Tom (* 1940), US-amerikanischer Journalist

### Broke
- Brökel, Gerhard (1931–2014), deutscher Rektor, Heimatforscher, Stadthistoriker und Sachbuchautor
- Brökel, Ingolf (* 1950), deutscher Lyriker
- Brökel, Jörg, deutscher Journalist und Moderator
- Brökel, Klaus (* 1951), deutscher Ingenieur und Professor für Konstruktionstechnik
- Brökelmann, Friedrich Wilhelm (1799–1890), deutscher Unternehmer
- Brökelmann, Friedrich Wilhelm Ottilius (1867–1953), deutscher Unternehmer in der Aluminium-Branche
- Brökelschen, Else (1890–1976), deutsche Politikerin (DVP), MdB
- Brokemper, Bettina, deutsche Filmproduzentin
- Broken Back (* 1990), französischer Musiker
- Broken Element (* 1993), deutscher DJ
- Brokenborough, Rasheed (* 1976), US-amerikanischer Basketballspieler
- Brokenburr, Kenny (* 1968), US-amerikanischer Sprinter
- Brokensha, Jack (1926–2010), australischer Jazz-Musiker (Vibraphon, Schlagzeug), Arrangeur und Komponist
- Brokenshire, James (1968–2021), britischer Politiker (Conservative Party), Mitglied des House of Commons und Minister
- Bröker, Anja (* 1973), deutsche FernsehmoderatorinAnja Bröker (* 1973)

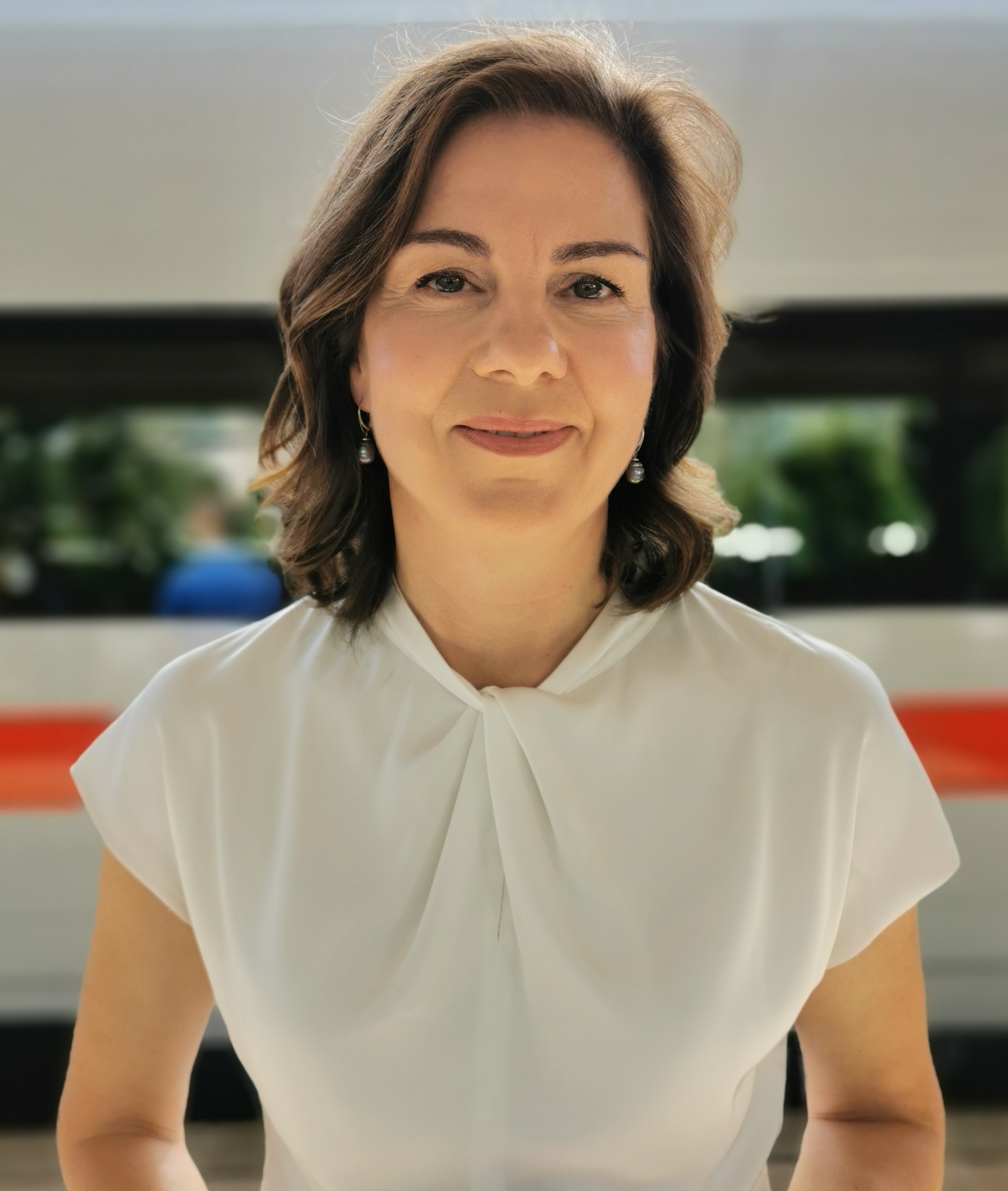
Anja Bröker (* 1973)

- Bröker, Dennis (* 1993), deutscher Autorennfahrer
- Bröker, Frank (* 1969), deutscher Musiker, Komponist und Autor
- Bröker, Fredi (1925–1955), deutscher Mann, Todesopfer an der Sektorengrenze in Berlin vor dem Bau der Berliner Mauer
- Bröker, Günther (1931–1995), deutscher Christlicher Archäologe
- Bröker, Heinz (1895–1945), deutscher Journalist und Schriftsteller
- Bröker, Helmut (1929–2006), deutscher Philosoph
- Bröker, Janos (* 1994), deutscher Unihockeyspieler
- Bröker, Johann (1806–1890), deutscher Autor, evangelisch-lutherischer Theologe, Propst und Mitglied der Holsteinischen Ständeversammlung
- Bröker, Niklas (* 1996), deutscher Unihockeyspieler
- Bröker, Thomas (* 1985), deutscher Fußballspieler
- Bröker, Tobias (* 1976), deutscher Klassikforscher und Verleger
- Bröker, Walter (1906–1977), deutscher Politiker (SPD), Bürgermeister von Detmold
- Bröker, Wilhelm (1848–1933), deutscher Landschaftsmaler und Zeichner
- Brokerhoff, Karl Heinz (1922–2018), deutscher Autor und Pädagoge
- Brokes, Christian von (1747–1802), Ratsherr der Hansestadt Lübeck
- Brokes, Johann (1513–1585), Admiral; Bürgermeister von Lübeck
- Brokes, Johann Georg Arnold von (1773–1825), Jurist und Ratsherr der Hansestadt Lübeck
- Brokes, Otto (1574–1652), Lübecker Bürgermeister
- Brokesch, Georg (1849–1896), deutscher Fotograf
- Brokesch, Susanne (* 1972), österreichische Musikerin, Komponistin und DJ

### Broki
- Bröking, Karl (1896–1954), deutscher SS-Führer
- Bröking, Philip (* 1966), deutscher Theatermanager und Operndirektor
- Bröking, Rainer (1941–2017), deutscher Fernsehkoch und Autor

### Brokk
- Brokke, Mariel (* 1999), costa-ricanische Leichtathletin
- Brokken, Corry (1932–2016), niederländische Schlagersängerin und JuristinCorry Brokken (1932–2016)

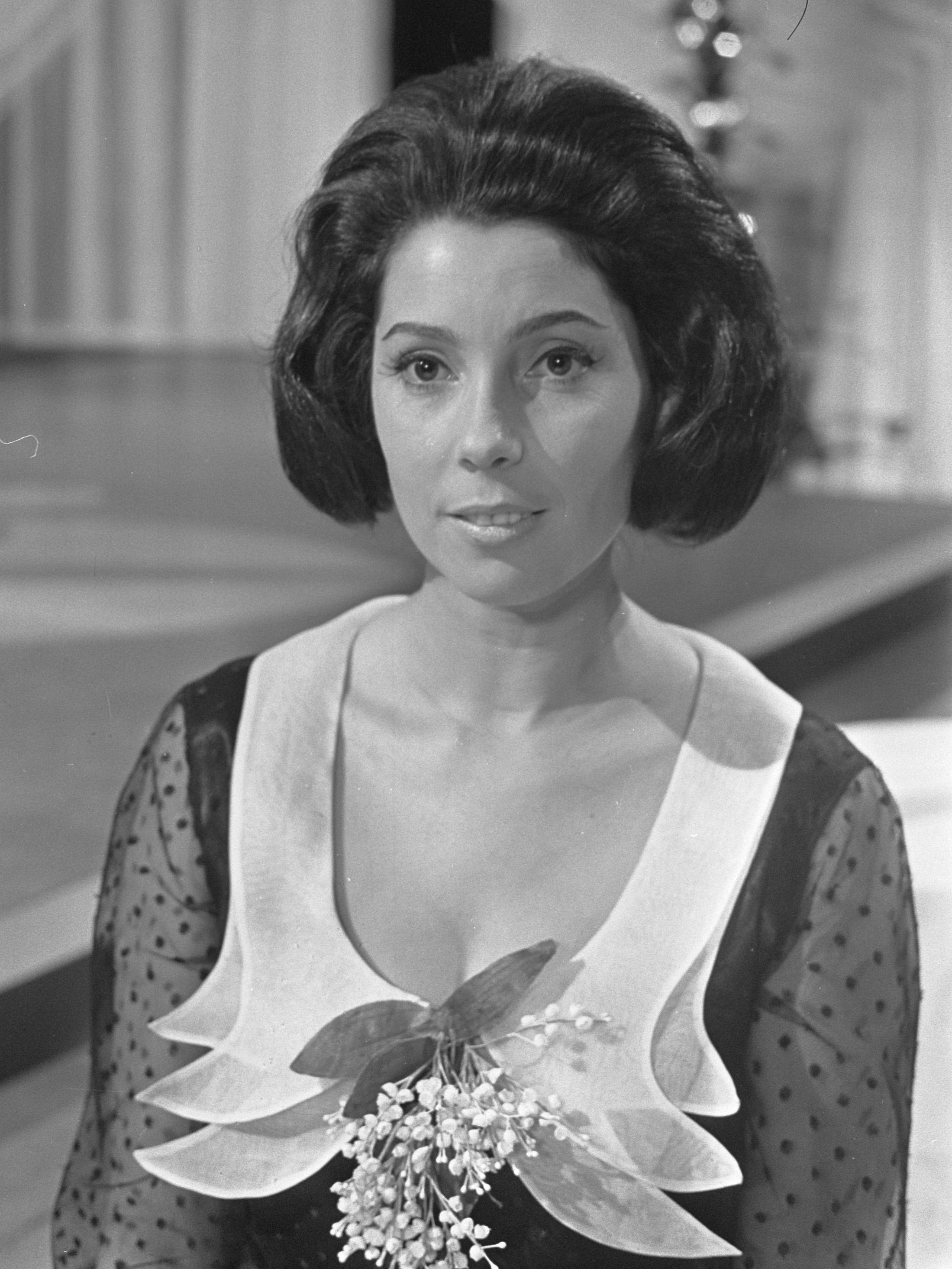
Corry Brokken (1932–2016)

- Brokken, Jan (* 1949), niederländischer Schriftsteller

### Brokl
- Brokl, Lubomír (* 1937), tschechoslowakischer und tschechischer Soziologe

### Brokm
- Brokman, Dea, Filmproduzentin und Filmregisseurin
- Brokman, Henryk (1886–1976), polnischer Arzt und Hochschullehrer
- Brokmann, Simona (* 1963), deutsche Schauspielerin
- Brokmeier, Friedrich (1893–1968), deutscher Jurist, SPD-Mitglied und Bürgermeister von Neunkirchen
- Brokmeier, Peter (1935–2023), deutscher Politikwissenschaftler
- Brokmeier, Willi (1928–2024), deutscher Opernsänger

### Broko
- Brokof, Jan (* 1977), deutscher Künstler
- Brokoff, Ferdinand Maximilian († 1731), böhmischer Bildhauer des Barock
- Brokoff, Johann (1652–1718), böhmischer Bildhauer des Barock
- Brokoff, Jürgen (* 1968), deutscher Literaturwissenschaftler
- Brokoff, Michael (1686–1721), böhmischer Bildhauer
- Brokop, Lisa (* 1973), kanadische Country-Sängerin
- Brokowski, Ilona (* 1979), deutsche Synchronsprecherin
- Brokowski-Shekete, Florence (* 1967), deutsche Pädagogin und AutorinFlorence Brokowski-Shekete (* 1967)

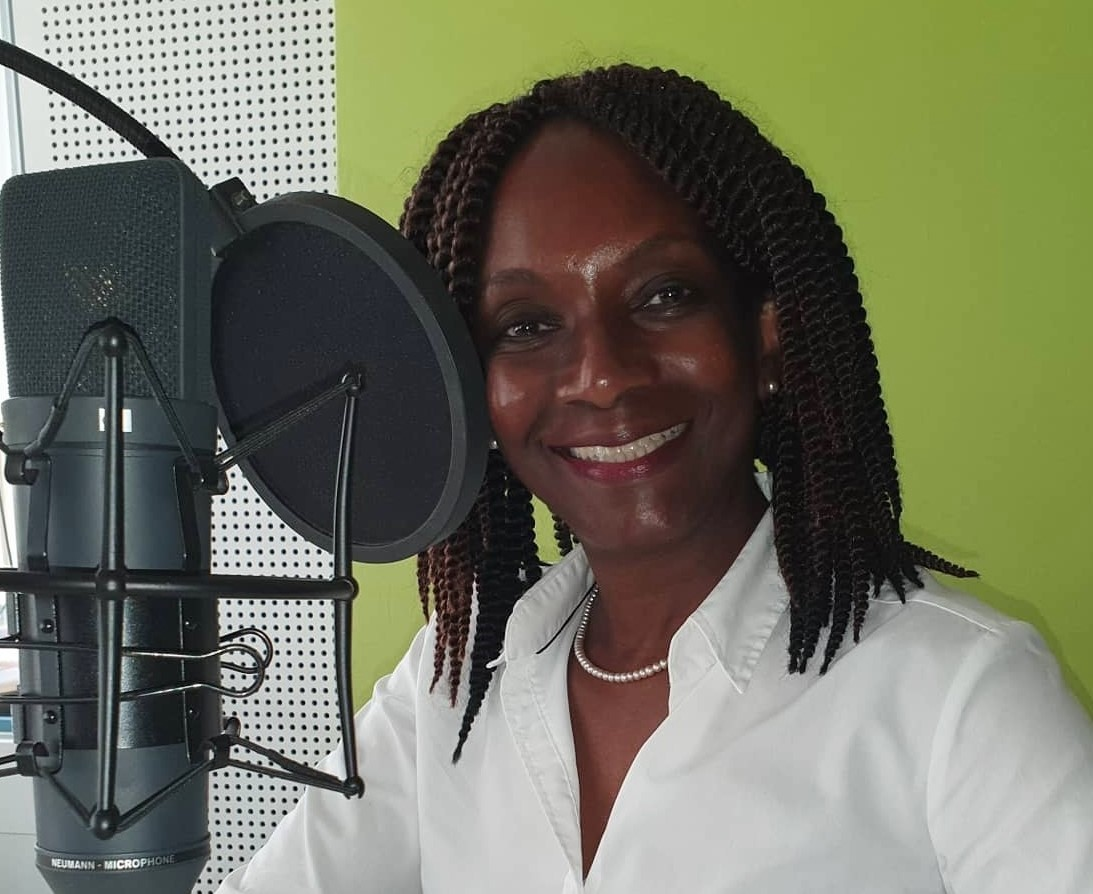
Florence Brokowski-Shekete (* 1967)